# Leonardo Marques
Leonardo Rios Marques, (Belo Horizonte, 2 de dezembro de 1978), é um músico, produtor musical e dono do Estúdio Ilha do Corvo em Belo Horizonte, e é um dos criadores do selo belga-mineiro La Femme Qui Roule. O músico estudou na Fundação de Educação Artística em Belo Horizonte, no Silverlake Conservatory of Music, em Los Angeles e no Curso de graduação em Letras na UFMG.

## Bandas Anteriores
Foi guitarrista do Diesel (posteriormente chamado Udora), uma das principais bandas de rock alternativo do Brasil no início dos anos 2000, da qual participou de 1998 até meados de 2008. A banda foi uma das atrações no palco principal do Rock in Rio III (2001) para mais de 250 mil pessoas, onde também se apresentou Red Hot Chili Peppers, Silverchair e Deftones. Posteriormente radicou-se nos Estados Unidos com a banda e assinou contrato com Clive Davis da J-Records (RCA) onde trabalhou com Matt Wallace (Maroon 5, Faith no More) Gavin Mackillop (Goo Goo Dolls, Toad the Wet Sprocket) Camus (David Byrne, Arto Lindsay) Bob Marlette (Black Sabbath, Tracy Chapman, Alice Cooper) e Thom Russo, vencedor de 16 Grammys (Michael Jackson, Audioslave, Johnny Cash, Juanes, Maná).
Voltando ao Brasil gravou pela Som Livre sua ultima participação no Udora com co-produção de Henrique Portugal (Skank) e fundou a banda Transmissor, com a qual tem 3 álbuns lançados: Sociedade do Crivo Mútuo (2008), Nacional (2011) e De Lá Não Ando Só (2014), o ultimo com a produção de Carlos Eduardo Miranda (Skank, O Rappa, Cansei de Ser Sexy, Mundo Livre SA).

## Carreira Solo
O músico lançou três discos solos: "Dia e noite no mesmo céu” (2012), "Curvas, lados, linhas tortas sujas e discretas” (2015), o qual foi lançando no Japão pelo Disk Union, onde fez turnê em 2015, e em 2018 lançou seu terceiro disco solo - "Early Bird" - com lançamento em CD pela Think Records - Disk Union no Japão. Assinou também com o selo Francês 180g para o lançamento do disco em vinil na Europa, Estados Unidos e Japão.

## Atuação como produtor musical
É colaborador da banda baiana Maglore, com a qual se apresentou em festivais como o Lollapalooza e co-produziu o elogiado disco "III" (2015) e o mais recente "Todas as Bandeiras" (2017) junto de Rafael Ramos, ambos lançados pela Deck Disc. Em 2019 participou do DVD “Maglore Ao Vivo”, gravado no Cine Jóia, em São Paulo - SP.
Leonardo Marques continua sua trajetória como produtor musical encabeçando suas produções entre as melhores do ano em lista especializadas, como com o disco homônimo da banda Young Lights, listado entre os melhores discos de 2017 por sites como Popload e Tenho Mais Discos Que Amigos e com o segundo disco da banda mineira Moons, Thinking out Loud, listado entre os 50 melhores lançamentos nacionais do ano de 2018 pela revista Rolling Stone Brasil.
Em Outubro de 2018 gravou Milton Nascimento junto do produtor musical californiano Jonathan Wilson (Roger Waters, Father John Misty, Dawes, Jackson Browne), o baterista e produtor Joey Waronker (R.E.M, Beck, Atoms for peace, Roger Waters) e o baixista e produtor Gus Seyffert (Black Keys, Beck, Dr.Dog, Roger Waters, Norah Jones).
Pela Natural Musical fez a produção musical do disco "Quintais" da banda ICONILI com participação de Paulo Santos (Uakti), também fez o projeto SONANCIAS LAB produzindo e gravando junto do músico e produtor Pupillo (Nação Zumbi, Gal Costa, Céu, Erasmo Carlos, Nando Reis) a banda Azul Flamingo. Produziu e gravou, ainda, o primeiro disco solo de Teago Oliveira (Maglore) intitulado Boa Sorte (2019).
Em 2020 Leonardo participou em duas faixas do novo disco de Maxime Guiguet - Blundetto - francês de Dijon que lançou o seu sexto álbum, "Good Good Things", dez anos depois da estreia com o disco Bad Bad Things, contando com participações da cantora marroquina Hindi Zahra e Hervé Salters, membro do General Elektriks.  

## Discografia

### Diesel
- Diesel (2000)
  - Gravadora: Independente

### Udora
- Liberty Square (2005)
- Goodbye, Alô (2008)
  - Gravadora: Independente

### Transmissor
- Sociedade do Crivo Mútuo (2008)
- Nacional (2011)
- De Lá Não Ando Só (2014)
- Gravadora: Ultra music

### Carreira solo
- Dia e noite no mesmo céu (2012)
- Curvas, lados, linhas tortas sujas e discretas (2015)
- Early Bird (2018)
  - Gravadora La Femme aqui Roule / Think Records - Disk Union / 180g Services

### Maglore
- III (2015)
- Todas as bandeiras (2017)
- Maglore Ao vivo (2019)
  - Gravadora Deck Disc

### Congo Congo
- Congo Congo (2017)
  - Gravadora La Femme Qui Roule

### Blundetto
- Good Good Things - (2020) 
  - Gravadora Heavenly sweetness

## Ligações Externas
Site Oficial Estúdio Ilha do Corvo
Leonardo Marques no Instagram